# Lo Boisson (Dordonya)
Lo Boisson de Cadonh (en francès Le Buisson-de-Cadouin) és un municipi francès situat al departament de la Dordonya i a la regió de la Nova Aquitània.

## Demografia
| 1962                                       | 1968  | 1975  | 1982  | 1990  | 1999  | 2007  |
| ------------------------------------------ | ----- | ----- | ----- | ----- | ----- | ----- |
| 2.029                                      | 2.062 | 2.078 | 2.061 | 2.003 | 2.075 | 2.151 |
| Des de 1962: població sense dobles comptes |       |       |       |       |       |       |

## Administració
| Període   | Identitat         | Partit        |
| --------- | ----------------- | ------------- |
| 2002-2008 | Françoise Wolters | Divers gauche |
| 2008-     | Merico Chies      | PS            |

## Història
Cap al 1055, hi va néixer sant Gerard de Salas, canonge reformador i fundador dels Ordes de Cadonh i Dalon. Al terme municipal es conserva l'església i alguns edificis monàstics de l'antiga Abadia de Cadonh, fundada per ell, d'estil cistercenc.